# Pour ma fille
Pour plus de détails, voir Fiche technique et Distribution.
Pour ma fille est un téléfilm français réalisé par Claire de La Rochefoucauld et diffusé le 26 septembre 2009 sur France 3.

## Synopsis
De retour de mission humanitaire, Louise apprend que sa fille, Safa, s'est noyée. N'acceptant pas le décès de sa fille, qui serait accidentel, Louise décide de mener l'enquête...

## Fiche technique
- Réalisateur : Claire de La Rochefoucauld
- Scénaristes : Claire Lemaréchal et Jean-Marc Rudnicki
- Musique : Arland Wrigley
- Société de production : France 3
- Date de diffusion : 26 septembre 2009 sur Fr3
- Durée : 90 minutes
- Genre : Thriller

## Distribution
- Isabelle Candelier : Louise
- Judith Magre : Esther
- Lionnel Astier : Grégoire
- François Feroleto : Christophe
- Émilie Caen : Isabelle
- Karim Belkhadra : Brahim
- Émilie Gavois-Kahn : Malou
- Nailia Harzoune : Safa